# Daza jezik
Daza jezik (ISO 639-3: dzd; dazawa), afrazijski jezik zapadnočadske skupine, kojim govori nepoznat broj osoba u nigeriskoj državi Bauchi. Različiit je od saharskog jezika dazaga [dzg] iz Čada i Nigera
Poseban jezik unutar zapadnočadskih A jezika.

## Vanjske poveznice
- Ethnologue (14th)
- Ethnologue (15th)